# Certificat informatique et internet niveau 2 - métiers de l'environnement et de l'aménagement durables
 (février 2012).
Si vous disposez d'ouvrages ou d'articles de référence ou si vous connaissez des sites web de qualité traitant du thème abordé ici, merci de compléter l'article en donnant les références utiles à sa vérifiabilité et en les liant à la section « Notes et références ».
Le C2i2mead (C2i niveau 2 métiers de l'environnement et de l'aménagement durables) est un certificat Informatique et Internet instauré par le ministère de l’enseignement supérieur français, destiné aux métiers de l'environnement et de l'aménagement durables.
Il est l'un des Certificats Informatique et Internet (C2I), certification française délivrée par les établissements supérieurs français certifiés LMD au sens du Processus de Bologne, tels les universités, au cours de la licence et du master pour attester de compétences dans la maîtrise des outils informatiques et réseaux. 

## Description
Le secteur professionnel de l’environnement, de l’aménagement et du développement durables est en constante évolution. Ces dernières décennies, de nouveaux métiers, qui mettent en œuvre de nouveaux outils, apparaissent et exigent des compétences nouvelles : maîtriser un système d’information géographique, exploiter des images spatialisées, publier des documents sur le web, recueillir et traiter des informations, créer et consulter des bases de données scientifiques et respecter les spécificités juridiques associées, utiliser le numérique pour partager de l’information entre partenaires d’un projet.
Ainsi un professionnel de ce secteur doit disposer d’un socle commun de compétences d’usage du numérique en plus de sa formation disciplinaire dans l’environnement, l’aménagement, l’urbanisme, le développement durable, l’écologie... 
Le C2i niveau 2 « métiers de l’environnement et de l’aménagement durables », proposé par les établissements d’enseignement supérieur, vise à attester ces compétences professionnelles communes et nécessaires à tous professionnels occupant des fonctions de cadres. 
Les compétences certifiées par le C2i2mead répondent aux besoins des professionnels. 
Elles concernent entre autres :
- L’usage des technologies de l’information et de la communication (TIC) pour la gestion des projets pluri-acteurs,
- Le traitement de l’information au moyen de dispositifs numériques,
- L’utilisation des moyens numériques pour traiter les aspects juridiques liés à l’environnement et à l’aménagement,
- La maîtrise des outils numériques d’aide à la décision et d’appui aux politiques publiques pour l’aménagement du territoire,
- L’accès et le partage de données environnementales,
- La conception de supports de communication destinés à l’information sur l’environnement.

## Référentiel C2i2mead
Le C2I niveau 2 Mead se divise en cinq domaines de compétences et recense xx compétences :
À chacune des spécialités du C2i niveau 2 est associé un référentiel national de compétences numériques comprenant 3 domaines transversaux de compétences, identiques dans toutes les spécialités, et des domaines spécifiques à la spécialité.
1 - Domaines transversaux
Domaine D1 : Connaître et respecter les droits et obligations liés aux activités numériques en contexte professionnel 
1. Respecter et intégrer la législation relative à la protection des libertés individuelles
2. Respecter et intégrer la législation sur les œuvres numériques liées au domaine professionnel
3. Respecter et intégrer les aspects légaux liés à la protection et à l’accessibilité des données professionnelles

Domaine D2 : Maîtriser les stratégies de recherche, d’exploitation et de valorisation de l’information numérique 
1. Élaborer et mettre en œuvre une stratégie de recherche d’informations en contexte professionnel
2. Élaborer et mettre en œuvre une stratégie de veille informationnelle en contexte professionnel
3. Élaborer une stratégie de développement et de valorisation des compétences professionnelles

Domaine D3 : Organiser des collaborations professionnelles avec le numérique 
1. Organiser un travail collaboratif en utilisant les technologies numériques
2. Coordonner et animer des activités collaboratives dans un environnement numérique
3. Adapter, modifier et transmettre des données en respectant l’interopérabilité dans un contexte de travail collaboratif professionnel

2 - Domaines spécifiques spécialité « métiers de l’environnement et de l’aménagement durables »
Domaine D4 : Maîtriser les systèmes de traitement de l’information du domaine de l’environnement et de l’aménagement 
1. Reconnaître et identifier les bases de données et les outils de traitement de données spatialisées et thématiques
2. Utiliser les outils de traitement appropriés pour passer des données à une connaissance ou à un diagnostic
3. S’assurer de la validité technique et thématique des résultats

Domaine D5 : Communiquer sur l’environnement et l’aménagement avec le numérique 
1. Se référer aux normes et standards relatifs à l’édition et à la diffusion des documents numériques
2. Concevoir des documents graphiques et cartographiques dans le respect des règles de sémiologie
3. Piloter la conception de supports de communication adaptés aux publics visés

## Un correspondant C2i par Université
Pour chaque établissement, il existe un correspondant C2i dont le rôle est :
d'organiser avec les instances concernées de son établissement les évaluations de niveau et les formations correspondantes ;
de définir le processus de certification et d'en informer les publics concernés ;
d'organiser les sessions de certification avec les instances concernées de l'établissement.
d'informer toute personne au sujet du C2i

## Niveaux de certification
Le niveau 2 est spécialisé par spécialités professionnelles :
- Enseignant (C2i2e)
- Métiers du droit (C2i2md)
- Métiers de la santé (C2i2ms)
- Métiers de l'ingénieur (C2i2mi)
- Métiers de l'environnement et de l'aménagement durables (C2i2mead)